# 鯨岡峻
鯨岡 峻（くじらおか　たかし、1943年 - ）は、日本の発達心理学者、京都大学名誉教授、中京大学教授。
1968年京都大学文学部心理学専攻卒、1970年同大学院文学研究科修士課程修了。島根大学教育学部助教授、教授、京大人間・環境学研究科教授。1999年「間主観的アプローチによる関係発達論の構築」で京都大学文学博士。2007年定年退任、名誉教授、中京大学心理学部教授。

## 著書
- 『心理の現象学』世界書院　1986
- 『原初的コミュニケーションの諸相』ミネルヴァ書房　1997
- 『両義性の発達心理学 養育・保育・障害児教育と原初的コミュニケーション』ミネルヴァ書房　1998
- 『関係発達論の構築 間主観的アプローチによる』ミネルヴァ書房　1999
- 『関係発達論の展開 初期「子どもー養育者」関係の発達的変容』ミネルヴァ書房　1999
- 『<育てられる者>から<育てる者>へ : 関係発達の視点から』日本放送出版協会・NHKブックス　2002
- 『エピソード記述入門 実践と質的研究のために』東京大学出版会　2005
- 『ひとがひとをわかるということ 間主観性と相互主体性』ミネルヴァ書房　2006
- 『保育・主体として育てる営み』ミネルヴァ書房　2010　双書新しい保育の創造
- 『子どもは育てられて育つ 関係発達の世代間循環を考える』慶應義塾大学出版会　2011
- 『エピソード記述を読む』東京大学出版会　2012

## 共編著
- 『養護学校は、いま 重い障害のある子どもたちと教師のコミュニケーション』編　ミネルヴァ書房　2000
- 『保育を支える発達心理学 関係発達保育論入門』鯨岡和子共著　ミネルヴァ書房　2001
- 『<共に生きる場>の発達臨床』編著　ミネルヴァ書房　2002
- 『よくわかる保育心理学』鯨岡和子共著　ミネルヴァ書房　2004　やわらかアカデミズム・〈わかる〉シリーズ
- 『障碍児保育・30年 子どもたちと歩んだ安来市公立保育所の軌跡』安来市公立保育所保育士会共編　ミネルヴァ書房　2005
- 『自閉症の関係発達臨床』小林隆児共編著　日本評論社　2005
- 『保育のためのエピソード記述入門』鯨岡和子共著　ミネルヴァ書房　2007
- 『エピソード記述で保育を描く』鯨岡和子共著　ミネルヴァ書房　2009
- 『障害児保育』編　ミネルヴァ書房　2009　最新保育講座

## 翻訳
- ウェルナー『発達心理学入門 精神発達の比較心理学』浜田寿美男共訳　ミネルヴァ書房　1976
- T.G.R.バウアー『ヒューマン・ディベロプメント 人間であること・人間になること』ミネルヴァ書房　1982
- 『母と子のあいだ 初期コミュニケーションの発達』編訳著 鯨岡和子訳　ミネルヴァ書房　1989
- モーリス・メルロ=ポンティ『意識と言語の獲得　ソルボンヌ講義』木田元共訳　みすず書房　1993
- ケネス・ケイ『親はどのようにして赤ちゃんをひとりの人間にするか』鯨岡和子共訳　ミネルヴァ書房　1993

## 参考
- J-GLOBAL: